# Plesiotrygon nana

Mapa del Perú donde se marca en rojo el departamento de Huánuco, siendo el sector oriental del mismo el lugar de origen de esta raya de río.

Plesiotrygon nana es una de las 2 especies que integran el género de peces de agua dulce Plesiotrygon (denominadas comúnmente rayas de río de cola larga), perteneciente a la familia Potamotrygonidae. Habita en aguas cálidas del centro-oeste de América del Sur.

## Distribución
Esta especie habita en la Amazonia peruana de la Cuenca amazónica, la que drena hacia el océano Atlántico. Es endémica del río Pachitea, tributario del río Ucayali, aguas arriba de la ciudad de Puerto Inca, provincia de Puerto Inca, departamento de Huánuco, Perú.

## Descripción
Posee una forma semicircular, con la superficie superior cubierta de dentículos (escamas con puntas como dientes). Su cola, esbelta y con forma de látigo aunque moderadamente gruesa en la base, es mucho más larga que la longitud del disco, el cual es más redondeado que la otra especie del género en el cual es más largo que ancho. Los ojos son pequeños y poco sobresalientes. 
El aguijón caudal con que estos peces realizan la picadura es una columna dentada —derivación dérmica rígida— que se encuentra en la superficie dorsal de la cola, y que contiene pequeñas estrías laterales dirigidas hacia su base, y remata en una punta distal aguda. Está bien desarrollado y situado en la cola más hacia atrás. Contiene ranuras longitudinales para transportar por ellas el veneno producido en unas glándulas especiales situadas en su base. 
La mayor longitud que alcanza ronda los 24,7 cm de largo total.

## Costumbres
Reproducción
Al ser especies ovovivíparas, el macho copula a la hembra introduciendo en la cloaca uno de los dos pterigópodos.

### Relación con los humanos
Utilidad y comercio
Dado su menor tamaño con respecto a otras especies de la familia, podría ser comercializada en las tiendas de acuarismo, alcanzando los machos la madurez sexual con sólo 18 a 22 cm.
Peligrosidad
Acostumbra a situarse en el fondo arenoso de corrientes poco profundas, lo que la torna peligrosa para los seres humanos pues, al igual que otros componentes de su familia, tienen un aguijón caudal venenoso, el cual le otorga a estos peces que sean de los más temidos de su ecosistema; sin embargo, son peligrosas sólo si son pisadas.

## Taxonomía
Esta especie fue descrita originalmente en el año 2011 por los ictiólogos Carvalho & Ragno. Hasta ese momento Plesiotrygon era considerado un género monotípico, con una única especie: Plesiotrygon iwamae.
Etimología
Etimológicamente el nombre genérico Plesiotrygon se construye con palabras del idioma griego, en donde: plesios significa 'cerca' y trygon es el nombre general de los peces raya. El término específico nana viene del epíteto latino nanus que significa 'enano', aludiendo al pequeño tamaño de este pez con respecto a la otra especie de su género.